# Leucosticte sillemi
Leucosticte sillemi là một loài chim trong họ Fringillidae.